# Манастир (област Варна)
Вижте пояснителната страница за други значения на Манастир .
Манастир е село в Североизточна България. То се намира в община Провадия, област Варна.

## География
Село Манастир се намира в североизточна България. Това е малко село с около 559 жители и много красиви забележителности. Намира се между село Добрина и село Житница. На 9 km от Девня и на 9 km от Провадия.

## История
Село Манастир носи името си от скалния манастир „Кара пещера“, който се намира на 3,5 km северозападно от селото.

## Население
Численост на населението според преброяванията през годините:
| \| Година на преброяване \| Численост \| \| --------------------- \| --------- \| \| 1934 \| 1344 \| \| 1946 \| 1375 \| \| 1956 \| 1229 \| \| 1965 \| 1187 \| \| 1975 \| 1101 \| \| 1985 \| 804 \| \| 1992 \| 722 \| \| 2001 \| 626 \| \| 2011 \| 495 \| \| 2021 \| 426 \| |           |
| Година на преброяване | Численост |
| 1934 | 1344      |
| 1946 | 1375      |
| 1956 | 1229      |
| 1965 | 1187      |
| 1975 | 1101      |
| 1985 | 804       |
| 1992 | 722       |
| 2001 | 626       |
| 2011 | 495       |
| 2021 | 426       |

### Етнически състав

#### Преброяване на населението през 2011 г.
Численост и дял на етническите групи според преброяването на населението през 2011 г.:
|                     | Численост | Дял (в %) |
| Общо                | 495       | 100.00    |
| Българи             | 260       | 52.52     |
| Турци               | 64        | 12.92     |
| Цигани              | 71        | 14.34     |
| Други               | ?         | ?         |
| Не се самоопределят | ?         | ?         |
| Неотговорили        | 3         | 0.60      |

## Културни и природни забележителности
Църквата „Света Петка“ е построена и осветена 1885 г., с красиви иконописи и висока камбанария.
В читалището е уредена богата музейна сбирка с повече от 1300 експонати. Открита е по случай 1300 години от създаването на българската държава 1981 г. В парка се издига паметник на загиналите във войните манастирци. На 3,5 km северозападно се намира скалния манастир „Кара пещера“, още известен като „Манастирът с 40-те одаи“.
Кметство Манастир, основно училище „Георги Стойков Раковски“, Народно читалище „Илия Добрев“, създадено 1899 г., църква „Света Петка“.

## Личности
- Васил Стоянов (р. 1938), български политик